# The Animatrix
«The Animatrix» (яп. яп. アニマトリックス, укр. Аніматриця) — антологія коротких аніме-OVA, пов'язаних між собою загальною тематикою і сетингом — знаменитого всесвіту «Матриці». Назва є комбінацією двох слів — «аніме» і «матриця». За словами братів Вачовскі, у них спочатку були плани створити аніме за мотивами свого гучного фільму, бо японські анімаційні фільми багато в чому послужили для них натхненням.

## Створення
За офіційною версією, озвученою на сайті «Аніматриці», брати Вачовскі особисто запросили всіх режисерів епізодів для участі в проекті. У зв'язку з цим неоднозначно виглядає відсутність у команді «Аніматриці» Осії Мамору, чия робота 1995 року «Привид в обладунках» багато разів і прямо цитується у фільмі «Матриця».
Всупереч поширеній помилці, брати Вачовскі є авторами сценарію виключно першого епізоду «Аніматриці» («Останній політ Осиріса»). В інших випадках (за винятком епізоду «Світовий рекорд»), режисери самі написали сценарії своїх робіт.